# Saint-Hilaire, Essonne
Saint-Hilaire là một xã ở tỉnh Essonne thuộc vùng Île-de-France miền bắc nước Pháp.
Theo điều tra dân số năm 1999, dân số xã này là 379 người. Ước tính dân số năm 2006 là 344.
Danh xưng cư dân địa phương Saint-Hilaire trong tiếng Pháp là Saint-Hilairois.